# Fraoch Eilean
Fraoch Eilean är en ö i kommunen Argyll and Bute i Skottland. Den ligger i norra delen av sjön Loch Awe. Namnet kommer från gaeliska och betyder ljungön.